# 美国宪法修正案
此条目列出的是所有已批准生效與未批准生效，且已經美国国会通过的美国宪法修正案。自憲法簽署完成後，已有二十七項修正案經批准，其中前十項統稱權利法案。對美國憲法的修正程序受美國憲法第五條所規定。另有其他許多已向国会提议，但是未向各州提交的美国宪法修正提议。
修正案在生效之前，須經國會參眾兩院的三分之二表決通過，或是由三分之二的州會議（稱作憲法第五條會議）的要求，而後才能提呈給各州，並經過四分之三州議會的批准。迄今為止，沒有任何一個修正案是由州議會要求而提出。只有1933年的第二十一修正案，是採用州制宪会议的方式來批准。

## 已批准生效的修正案
目前美国宪法共存在二十七項有效的修正案。其中，最前十項修正案是一次性被通过的。由於其主要规定了人民的权利和对聯邦政府權力的限制，因此被统称为权利法案。此后的十七項修正案则是逐次获得通过的。第十三、十四和十五修正案在南北戰爭後五年內通過，被稱為重建修正案。只有第十八修正案被其後的第二十一修正案廢除。
| 順序     | 修正案 | 提出日期       | 生效日期       | 全文 |
| -------- | --- | -------------- | -------------- | ---- |
| 第一     | 國會不得制定有關下列事項的法律：確立國教或禁止信仰自由；剝奪言論自由或出版自由；或剝奪人民和平集會和向政府請願、抗議的權利。 | 1789年9月25日  | 1791年12月15日 | 全文 |
| 第二     | 紀律良好的民兵隊伍，對於一個自由國家的安全實屬必要；故人民持有和攜帶武器的權利，不得予以侵犯。 | 1789年9月25日  | 1791年12月15日 | 全文 |
| 第三     | 任何兵士，在和平時期，未得屋主的許可，不得駐紮民房；即使戰時也不允許，除非法律明訂。 | 1789年9月25日  | 1791年12月15日 | 全文 |
| 第四     | 人人具有保障人身、住所、文件及財物的安全，不受無理之搜查和扣押的權利；此項權利，不得侵犯；除依照相當理由，加上宣誓或誓願保證，並具體指明必須搜索的地點、必須拘捕的人，或必須扣押的物品，否則一概不得發出搜查令和扣押狀。                                                                                       | 1789年9月25日  | 1791年12月15日 | 全文 |
| 第五     | 無論何人，非經大陪審團的陳訴或起訴書，不受判處死刑或褫奪公權之罪；惟於戰爭或社會動亂時期中，正在服役的陸海軍或民兵發生的案件，不在此限。任何人不因同一罪行而遭受兩次生命或身體的危害；不得在任何刑事案件中被迫自證其罪；非經正當程序，不得被剝奪生命、自由或財產。人民私有產業，如無合理賠償，不得被徵為公用。 | 1789年9月25日  | 1791年12月15日 | 全文 |
| 第六     | 所有刑事案中，被告人應有權提出下列要求：要求由罪案發生地之州或區的公正的陪審團予以迅速及公開之審判，並由法律確定其應屬何區；要求獲悉被控的罪名和理由；要求與原告或證人對質；要求以強制手段促使對被告有利的證人出庭作證；並要求由律師協助辯護。                                                                 | 1789年9月25日  | 1791年12月15日 | 全文 |
| 第七     | 在普通法的民事訴訟中，其爭執價值超過20元，由陪審團審判的權利應受到保護。由陪審團裁決的事實，合眾國的任何法院除按照普通法規則允許外，不得重新審查。 | 1789年9月25日  | 1791年12月15日 | 全文 |
| 第八     | 不得要求過重的保釋金，不得課以過高的罰款，不得施予殘酷的、逾常的刑罰。 | 1789年9月25日  | 1791年12月15日 | 全文 |
| 第九     | 本憲法對某些權利的列舉，不得被解釋為否定或忽視由人民保留的其他權利。 | 1789年9月25日  | 1791年12月15日 | 全文 |
| 第十     | 本憲法未授予聯邦、也未禁止各州行使的權力，保留給各州行使，或保留給人民行使之。 | 1789年9月25日  | 1791年12月15日 | 全文 |
| 第十一   | 合眾國的司法權，不得被解釋為可以擴展到受理他州公民、或任何外國公民或臣民對合眾一州提出或起訴的任何普通法或衡平法的訴訟 | 1794年3月4日   | 1795年2月7日   | 全文 |
| 第十二   | 修改總統選舉的程序。 | 1803年12月9日  | 1804年6月15日  | 全文 |
| 第十三   | 廢除奴隸制和強迫勞役，除非是作為犯罪的懲罰。 | 1865年1月31日  | 1865年12月6日  | 全文 |
| 第十四   | 定義公民權利，包含特權或豁免權條款、正當程序條款、平等保護條款，並處理美國內戰後的問題。 | 1866年6月13日  | 1868年7月9日   | 全文 |
| 第十五   | 選舉權不能由於種族、膚色或曾服勞役而受剝奪。（此時尚不包括性別--只容許男性） | 1869年2月26日  | 1870年2月3日   | 全文 |
| 第十六   | 允許聯邦政府徵收所得稅。 | 1909年7月12日  | 1913年2月3日   | 全文 |
| 第十七   | 確立代表各州的美國參議員必須由民眾直接選舉。 | 1912年5月13日  | 1913年4月8日   | 全文 |
| 第十八   | 制定禁酒令，禁止在美國國內製造、運輸酒類（後被第二十一修正案廢止）。 | 1917年12月18日 | 1919年1月16日  | 全文 |
| 第十九   | 公民的選舉權不因性別而受限，即確立女性的選舉權。 | 1919年6月4日   | 1920年8月18日  | 全文 |
| 第二十   | 修正國會與總統的上任日期與任期（前者在1月3日，後者在1月20日），被稱作「跛腳鴨修正案」。 | 1932年3月2日   | 1933年1月23日  | 全文 |
| 第二十一 | 廢除第十八修正案，並禁止違反關於酒精的州法律。 | 1933年2月20日  | 1933年12月5日  | 全文 |
| 第二十二 | 限制一個人可以被選為總統的次數：一人不能被選為總統超過兩次，以及在他人當選任期中擔任了兩年以上者，不能當選超過一次。 | 1947年3月24日  | 1951年2月27日  | 全文 |
| 第二十三 | 規定首都華盛頓特區在選舉人團中指派代表的方法。 | 1960年6月16日  | 1961年3月29日  | 全文 |
| 第二十四 | 禁止因為沒有支付人頭稅而撤銷投票權。 | 1962年9月14日  | 1964年1月23日  | 全文 |
| 第二十五 | 將泰勒的先例編纂成為法例，決定總統繼任的程序。 | 1965年7月6日   | 1967年2月10日  | 全文 |
| 第二十六 | 確立年齡18歲以上之人的投票權。 | 1971年3月23日  | 1971年7月1日   | 全文 |
| 第二十七 | 影響參眾兩院薪資的法律，須待下一屆的眾議員被選出後始能生效。 | 1789年9月25日  | 1992年5月7日   | 全文 |

## 未批准生效的憲法修正案

原始的權利法案中的十二個修正案中只有其中十個在18世紀被州所批准生效，其中一個在兩個世紀後才被批准

有六個修正案已通過國會參眾兩院，但之後至今卻仍沒有得到四分之三的州議會所批准。其中四項修正案在技術上還有待州議會的決定（實際上已擱置），其中一項已經過了期限，其中一項已經過了提出該修正案的決議案的期限，雖然這有爭議。
| 修正案                         | 提出日期      | 狀態 | 主題                                                               |
| ------------------------------ | ------------- | --- | ------------------------------------------------------------------ |
| 國會配額修正案                 | 1789年9月25日 | 有待州議會決定 | 美國眾議員的配額                                                   |
| 貴族頭銜修正案                 | 1810年5月1日  | 有待州議會決定 | 禁止貴族頭銜                                                       |
| 科溫修正案                     | 1861年3月2日  | 有待州議會決定 | 保留奴隸制                                                         |
| 兒童勞工修正案                 | 1924年6月2日  | 有待州議會決定 | 國會有權規範童工                                                   |
| 平等權利修正案                 | 1972年3月22日 | 獲國會通過，並獲得35個州議會兩院支持通過，另有5個州議會先支持後反對，尚差3個州議會，1979年國會延長通過限期至1982年，1982年失效。然而期限沒有寫進修正案的文本中，部分人不同意期限已失效。 | 禁止性別歧視，保障性別平等權利                                     |
| 华盛顿哥倫比亞特區投票權修正案 | 1978年8月22日 | 在1985年過期，由於最後期限被寫進修正案的文本中，故無法復活。 | 華盛頓哥伦比亚特區的國會代表投票權，特區在國會只有無投票權的代表。 |

## 外部連結
- 「美國憲法：分析與詮釋」:
  - 美國政府印刷局——官方版本的文檔
  - FindLaw——官方文件的FindLaw（英语：FindLaw）版本，原文結合1996年和1998年的補充，但不包括正式版有的前言部分。
  - U.S. Constitution Online （页面存档备份，存于）